# 桑伯恩 (愛荷華州)
桑伯恩（英語：Sanborn）是一個位於美國愛荷華州奧布賴恩縣的城市。

## 地理
桑伯恩的座標為43°10′59″N 95°39′24″W / 43.18306°N 95.65667°W，而該地的平均海拔高度為473米（即1552英尺）。

## 人口
根據2010年美國人口普查的數據，桑伯恩的面積為4.92平方千米，當中陸地面積為4.92平方千米，而水域面積為0.00平方千米。當地共有人口1404人，而人口密度為每平方千米285人。